# Serie A1 2008-2009 (hockey su prato maschile)

## Classifica
|  | Pos. | Squadra     | Pt | G  | V  | N | P  | GF | GS | DR  |
|  | ---- | ----------- | -- | -- | -- | - | -- | -- | -- | --- |
|  | 1.   | Bra         | 52 | 18 | 17 | 1 | 0  | 83 | 18 | +65 |
|  | 2.   | Roma        | 38 | 18 | 11 | 5 | 2  | 50 | 32 | +18 |
|  | 3.   | Suelli      | 31 | 18 | 9  | 4 | 5  | 41 | 38 | +3  |
|  | 4.   | HT Bologna  | 27 | 18 | 8  | 3 | 7  | 39 | 31 | +8  |
|  | 5.   | Amsicora    | 24 | 18 | 7  | 3 | 8  | 30 | 31 | -1  |
|  | 6.   | Cernusco    | 17 | 18 | 5  | 2 | 11 | 32 | 38 | -6  |
|  | 7.   | CUS Catania | 17 | 18 | 4  | 5 | 9  | 30 | 56 | -26 |
|  | 8.   | Villafranca | 15 | 18 | 4  | 3 | 11 | 31 | 53 | -22 |
|  | 9.   | Valverde    | 14 | 18 | 3  | 5 | 10 | 27 | 44 | -17 |
|  | 10.  | Lazio       | 13 | 18 | 2  | 7 | 9  | 23 | 45 | -22 |

Legenda:

      Qualificate ai play-off scudetto
      Retrocesse in Serie A2 2009-2010

## Semifinali
| Squadra 1 | Squadra 2  | Risultato        |
| --------- | ---------- | ---------------- |
| Bra       | HT Bologna | 6-13 giugno 2009 |
| Bra       | HT Bologna | 2 - 1 , 4-0      |
| Suelli    | Roma       | 6-13 giugno 2009 |
| Suelli    | Roma       | 1 -2 , 0-6       |

## Finale 1º/2º posto
| Squadra 1 | Squadra 2 | Risultato      |
| --------- | --------- | -------------- |
| Bra       | Roma      | 20 giugno 2009 |
| Bra       | Roma      | 6- 2           |

## Verdetti
- HC Bra: campione d'Italia.